# Panawuan
Panawuan is een bestuurslaag in het regentschap Kuningan van de provincie West-Java, Indonesië. Panawuan telt 2278 inwoners (volkstelling 2010).